# Заречный (Шарангский район)
Заречный — посёлок в Шарангском районе Нижегородской области. Входит в состав Большеустинского сельсовета.

## История
В 1965 г. Указом Президиума ВС РСФСР поселок Промкомбината переименован в Заречный.

## Население
| 2002 | 2010 |
| ---- | ---- |
| 35   | ↘18  |